# Ricardo Fort
Ricardo Aníbal Fort (Buenos Aires, 5 de noviembre de 1968-Palermo, Buenos Aires, 25 de noviembre de 2013) fue un cantante, actor, presentador de televisión, productor, empresario y mediático argentino. Con tan solo cuatro años de carrera, Fort fue una de las personalidades más famosas y populares de la televisión argentina.

## Biografía

### Primeros años
Ricardo Fort nació el 5 de noviembre de 1968, en Capital Federal, Buenos Aires, era hijo de la cantante Marta Campa de Fort (1934-2021), y del empresario Carlos Augusto Fort (1926-2007).

### Carrera artística
Desobedeciendo el mandato familiar de dedicarse por completo a la empresa de la familia, Ricardo Fort eligió la carrera artística, teniendo la ambición de triunfar en el mundo del espectáculo como cantante. Al terminar la escuela secundaria viajó a Estados Unidos, donde vivió durante 15 años, primero en la ciudad de Los Ángeles y después se trasladó a Miami, donde se radicó. Allí intentó infructuosamente hacer carrera como cantante. Frustrado, regresó a la Argentina para trabajar en la empresa familiar, la fábrica de golosinas Felfort de la calle Gascón 329 en el barrio de Almagro, en Buenos Aires. Al poco tiempo regresó a Miami, donde tuvo a sus hijos. Posteriormente volvió a Buenos Aires.

### Televisión
Al principio de su carrera, Fort lanzó un sencillo llamado No volverás. Presentando esta canción hizo su debut en la televisión argentina a fines de los años noventa, en el programa Movete, que conducía Carmen Barbieri. En ese momento no logró despertar demasiado interés.
A fines de los 90's Fort intento lanzarse como cantante internacionalmente usando Miami como base.  Luego de varios intentos fallidos en USA finalmente logró despertar el interés del animador y productor Paul Bouche quien le dio la oportunidad de debutar ante el público de los Estados Unidos en el programa nocturno de variedades A Oscuras Pero Encendidos de Astracanada Productions Inc. en el año 1998.
Años después, lograría en solo dos meses un ascenso de popularidad difícil de igualar por otro artista argentino. Mientras aún era un virtual desconocido, comenzó a despertar interés al vérselo en compañía de la artista Celina Rucci, quien estaba recién separada de su marido. Desde aquel momento comenzó una asidua participación en programas populares, como Infama (de Santiago del Moro) o Animales sueltos (de Alejandro Fantino). Sus visitas eran acompañadas por los videos de sus viajes por el mundo en compañía de sus amigos, los que colgaba en YouTube y conseguían repercusión viral a través de internet. Esto lo motivó a hacer su propio reality show: Reality Fort, en las medianoches del canal América TV.
En noviembre de 2009 logró tener una participación en El musical de tus sueños (por El Trece). Ese programa fue la variante correspondiente al año 2009 del programa televisivo ShowMatch (de Marcelo Tinelli), el programa más exitoso de la televisión argentina de las últimas décadas. Allí Fort bailó haciendo un reemplazo, lo que le permitió ingresar formalmente al concurso de baile al ganar el repechaje del jueves 19 de noviembre de 2009, obteniendo el 55,8 % del total de los votos telefónicos del público para todas las parejas. Posteriormente, perdió la final contra la pareja que integraba Silvina Escudero.
Fort continuó siendo parte de otros ciclos de Bailando por un sueño (del mismo programa ShowMatch), pero no como participante del baile sino ocupando el puesto de jurado, titular como en el caso de la edición de 2010, o como jurado de reemplazo, como en el caso de la edición de 2012.
Su carácter le ganó enemistades.
En la edición de 2011 Fort solo fue como visitante, ya que desistió por no estar de acuerdo con la elección de los participantes.
El 23 de junio de 2012 estrenó el programa Fort Night Show, que él mismo conducía en la pantalla del canal América TV, un ciclo de entretenimientos y talk show, con musicales, invitados especiales, sketches, juegos y premios, y acciones solidarias para su fundación. Sus panelistas fueron Marina Calabró, Lío Pecoraro, Vanesa Carbone, Stefanía Xipolitakis, Dominique Pestaña, Celeste Muriega y el periodista Fernando Prensa. Además tenía bailarines-ayudantes llamados «Los Ricardos» (así como Marcelo Tinelli tenía «Las Tinellis» y Susana Giménez tenía «Los Susanos»). Uno de «Los Ricardos» más famosos era el modelo Iván Orduña.

### Teatro
De manera paralela a sus participaciones televisivas, y de alguna manera alimentadas por estas, desarrolló una carrera teatral, al ser el productor y cabeza de compañía de cuatro obras de teatro, en las que participó como actor y cantante: Fortuna, una historia de vida,
Fortuna 2, una revista musical,
Mi novio, mi novia y yo y
Fort con caviar, junto al Grupo Caviar.

## Empresario
Además de poseer parte de las acciones de la empresa Felfort, creó su propia marca: Fortmen, primeramente para la comercialización de ropa ―en un negocio que no tuvo éxito―, y posteriormente para una fragancia masculina: Fortmen by Ricardo Fort.
También editó una autobiografía en la que se describe su vida, escrita por Néstor Montenegro: Ricardo Fort, historia de vida.

### Felfort
Como integrante de la empresa FelFort, a Ricardo Fort se le atribuye el haber introducido al mercado argentino, en 1997, las barritas de cereal, idea que copió de las que veía comercializarse en Miami (Estados Unidos), aunque adaptadas al gusto local. Felfort fue la primera compañía en lanzar el producto al mercado nacional, haciéndolo con el nombre comercial de CerealFort.
En una entrevista él describió como fueron los hechos:

Le cambié la imagen a la empresa. Todos los packagings los modernicé, todo se hacía a mano y yo introduje la computadora. Me costó muchísimo, porque mi padre era un tipo muy conservador. Cada cambio era una pelea: en las reuniones de desarrollo estaba toda la gente de mi padre y yo, un pendejo de 30, presentando las cosas. Me tiraban a matar. Pero el Feeling y el CerealFort los creé yo.
Ricardo Fort

Entre los productos que generaba la fábrica de la calle Gascón, cada día se fabricaban 215 000 barritas de cereales.

### Ranking de la revista Forbes
Según la revista Forbes, teniendo en cuenta distintas variables (convocatoria, facturación, repercusión en redes sociales, etc.), Ricardo Fort era una de las personalidades con más influencia en el mercado del show business (negocio del espectáculo) argentino, por contar con una importante fortuna, abundante presencia en Internet, casi medio millón de seguidores en Twitter y ser importante accionista de una de las empresas de golosinas más destacadas del país, lo que lo situaba entre el décimo y el primer lugar de la lista.

## Vida privada
Su familia es la heredera de la compañía La Delicia Felipe Fort S. A. ―conocida por su nombre comercial Felfort―, una empresa fabricante de chocolates y otras golosinas de las más importantes de la Argentina, fundada en Buenos Aires en el año 1912 por el abuelo de Ricardo, Felipe Fort (1899-1969), empresario catalán que radicó en Argentina con las corrientes migratorias de principios del siglo XX.
Fueron muy conflictivas las relaciones que tenía con sus hermanos (Jorge y Eduardo) y su padre Carlos, quien tomó el mando de la empresa en 1969, al morir su fundador, cuando Ricardo aún era un bebé. En cambio siempre fue afectuosa la relación con su madre.
Ricardo Fort fue padre de dos niños, los mellizos Felipe y Marta, nacidos el 25 de febrero de 2004 en Los Ángeles (California).  Sus nombres fueron elegidos en honor al abuelo y a la madre de Ricardo, respectivamente. Ricardo y Gustavo adquirieron a sus hijos mediante gestación subrogada, un proceso que Fort realizó en el estado de California en los Estados Unidos de América ya que en Argentina es ilegal. Fort tuvo que escoger de un catálogo de mujeres cual se adecuaba más a lo que él quería como donante de ovúlos y como gestadora o arrendadora de útero. Se desconoce el importe de la compra.
Si bien se presentó con varias mujeres como parejas, en el año 2011 reconoció su bisexualidad.Su relación más importante fue con Gustavo Martínez ya que lo acompañó en la decisión de formar su familia con sus dos hijos, siendo además el padrino de estos. Gustavo Martínez se suicidó el 16 de febrero del 2022. Sus relaciones fueron con Violeta Lo Re en 2009, con Virginia Gallardo (la más relevante de todas) que duró un año hasta 2010, con Erika Mitdank en 2010 y en ese mismo año con Claudia Ciardone. Su última relación fue con Rodrigo Diaz, hasta el día de su fallecimiento.
Fort era católico. Durante su relación con Claudia Ciardone tuvo planeado casarse con ella solamente por Iglesia, asegurando que lo importante del matrimonio es la ceremonia religiosa, y no los contratos legales.

## Filmografía

### Televisión
| Televisión | Televisión                 | Televisión        | Televisión |
| Año        | Título                     | Rol               | Canal      |
| ---------- | -------------------------- | ----------------- | ---------- |
| 2009       | Reality Fort               | Conductor         | América TV |
| 2009       | El musical de tus sueños   | Participante      | El Trece   |
| 2010       | Bailando por un sueño 2010 | Jurado            | El Trece   |
| 2012       | Bailando por un sueño 2012 | Jurado (suplente) | El Trece   |
| 2012       | Fort Night Show            | Conductor         | América TV |

### Teatro
| 2010 | Fortuna, una historia de vida  |
| 2011 | Fortuna 2, una revista musical |
| 2012 | Mi novio, mi novia y yo        |
| 2013 | Fort con caviar                |

#### Obra teatral en Broadway basada en su vida
En el año 2014 en Broadway se estrenó ''My Way'', una obra teatral basada en su vida encabezada por el actor Tony Rodríguez con aprobación de Gustavo Martínez, íntimo amigo de Ricardo Fort y quien tiene el cuidado de sus dos hijos mellizos desde su muerte.
El debut se llevó a cabo en el Roy Arias Studios & Theaters.

## Fallecimiento
Mientras estaba internado desde el 21 de noviembre de 2013 en el Sanatorio de La Trinidad, institución del barrio de Palermo de Buenos Aires, para ser tratado por una fractura femoral (la cual había sufrido días atrás, en Miami), además de complicaciones de una lesión en su columna y otra en la rodilla, falleció debido a un paro cardíaco después de una masiva hemorragia en el estómago, a las 5 de la madrugada (hora local) del 25 de noviembre de 2013, a la edad de 45 años. El parte médico del deceso informó que: 

Se mantuvo clínicamente estable y súbitamente presentó un paro cardiorrespiratorio asociado a una hemorragia masiva en el estómago que produjo su deceso, pese a las maniobras de reanimación ejecutadas.

Sus restos solo tuvieron un responso en una sala velatoria de la avenida Córdoba 3677, de Buenos Aires y una misa católica, como íntima despedida familiar. Fue inhumado en el cementerio privado Memorial Jardín de Paz, de la ciudad del Pilar, en las afueras de Buenos Aires. La decisión del círculo familiar de no realizar un velatorio abierto al público (como es lo habitual en los decesos de personajes populares argentinos), generó polémica entre sus seguidores y periodistas del espectáculo. A pesar de no poder entrar, igualmente cientos de personas se concentraron en la puerta de la sala velatoria para dejarle carteles, flores o darle una última despedida.
Según había expresado en una entrevista, su deseo era que sus restos fuesen cremados y que sus cenizas fuesen arrojadas desde el obelisco de Buenos Aires.
Sus dos hijos son los herederos directos de sus bienes ―estimados en unos USD 200 millones― de los que la mayor parte corresponden al 16,6 % de las acciones de la empresa Felfort."

### Repercusiones
Si bien se estaba al tanto de lo delicado de su estado de salud, y que las 27 operaciones habían hecho mella en su organismo, haciéndolo frágil, su muerte tomó de sorpresa a los medios periodísticos. La noticia monopolizó la temática del día feriado, y la gran mayoría de los programas hicieron emisiones especiales en su recuerdo. Su deceso fue tapa de la mayoría de las revistas y los diarios de Argentina, Uruguay y Paraguay.

#### Tapas de diarios
Las portadas de los periódicos de las ediciones del 26 de noviembre de 2013 trataron el hecho de la siguiente manera:
- Diario Popular: «Fama, plata, y vida al límite» (la imagen del artista cubrió casi por completo la tapa del diario).[40]
- Diario Crónica: «A los 45 años murió Ricardo Fort. Guerra por la herencia» (la imagen del artista cubrió casi por completo la tapa del diario).[41]
- Diario Clarín: «Telón para una vida apurada».[42]
- Diario La Nación: «Ricardo Fort. Un hombre excéntrico y mediático que murió como vivió».[43]
- Diario La Razón: «Telón para la aventura de Fort».[44]
- Diario BAE Negocios: «Murió Ricardo Fort, el millonario que eligió ser mediático».[45]
- Diario Muy: «Se gastó la vida».[46]
- Diario Página/12: «Ascenso y caída de un homo mediático».[47]
- Diario El Día (de La Plata): «La muerte de Ricardo Fort. El adiós a un hombre que vivió al límite».[48]
- Diario La Voz del Interior (de Córdoba): «Fort, el personaje que se autodestruyó».[49]
- Diario La Capital (de Rosario): «El excéntrico y mediático millonario Ricardo Fort murió de un paro cardíaco».[50]
- Diario Los Andes (de Mendoza): «Ricardo Fort, murió el millonario de la televisión».[51]
- Diario El Tribuno (de Salta): «Ricardo Fort, una vida en el centro de la escena».[52]
- Diario El País (de Montevideo): «La muerte de un extravagante. A los 45 años murió Ricardo Fort, el millonario argentino».[53]
- Diario La República (de Montevideo): «No tenía paz. 27 cirugías [sic] lo llevaron a la muerte».[54]
- Diario ABC Color (de Asunción) «Fallece el empresario argentino Ricardo Fort».[55]
- Diario Ultima Hora (de Asunción) «Murió el excéntrico y mediático Ricardo Fort».[56]

#### Tapas de revistas
Su muerte ocupó también las portadas de las ediciones de algunos magazines publicados en los días siguientes a su muerte; en esas tapas, en las que la imagen del artista fue el fondo completo de la portada, se podía leer:
- Revista Noticias: «Investigación: quién mató a Ricardo Fort. El titán de la Argentina monstruosa» .[57][58]
- Revista Gente: «El triste final de Ricardo Fort».[59]
- Revista Paparazzi: «Muerte, dolor y millones en juego».[60]
- Revista Pronto: «Las últimas horas de Ricardo Fort».[61]
- Revista Semanario: «Se cansó de sufrir».[62]
- Revista El Sensacional: «Una vida con dolor».[63]
- Revista Caras: «Fort: el dolor y la herencia de sus hijos».[64]

## Críticas
Ricardo Fort ha sido criticado negativamente por una parte del periodismo, tanto en razón de su personalidad como por su trabajo.

### Personalidad
Las reprobaciones a su conducta refieren a que con sus actitudes transmitía un consumismo obsceno, una ostentación de bienes materiales y un derroche de dinero en un país donde una parte aún significativa de su población todavía se mantiene bajo los límites de la línea de pobreza. Este contraste extremo entre su modo de vida jactante de riqueza y la realidad de buena parte de sus conciudadanos, colateralmente generaba irritación y conflictos en la planta de trabajadores de su fábrica, lo que ahondaba la ríspida relación de Ricardo con sus hermanos ―los administradores de la empresa―, los que le exigían que guardara un perfil menos expuesto.
En un país donde los ricos suelen intentar pasar desapercibidos (por cuestiones impositivas, de seguridad, etc.) él hacía todo lo contrario, por lo que su comportamiento, que exasperaba a parte de la población más pobre, también avergonzaba a sus coetáneos de clase alta; esto provoca que, paradójicamente, su figura sea rescatada por una parte del progresismo, que valora que mostrase la crudeza de la disparidad económica, y no la haya intentado relativizar u ocultar como frecuentemente ocurre con sus pares.
A su vez, sufrió críticas debido a su dismorfia muscular y su obsesión por la belleza.

### Cualidades artísticas
Sobre sus cualidades artísticas, se le reprochaba que en realidad compró su fama.
Por el contrario, algunos referentes relacionados con la música argentina le reconocían cualidades artísticas, especialmente vocales. El cantante y músico Vicentico opinaba:

¿Si soy fanático de él? No hay dudas. Ojalá siga así. Te repito: es mi ídolo y yo lo banco. Es un tipo grosso, muy grosso.

El músico y compositor Gustavo Santaolalla señaló: 

Cuando vine a Buenos Aires a pasar las fiestas, me llamó la atención ver en las tapas de las revistas de actualidad a una persona que no conocía. Por casualidad, haciendo zapping, lo vi cantar. Me pareció que lo hacía bastante bien y tenía mucha energía.

Por su parte la cantante Estela Raval (1929-2012) aseveró: 

Ricardo Fort me cae muy simpático, muy agradable. Está buscando de adentro un montón de cosas que quería hacer, en principio cantar, cosa que hace muy bien.

La misma artista también hacía foco en otro punto positivo que se le reconocía, su importancia como creador de fuentes de trabajo para una buena cantidad de artistas: 

Es muy generoso, se acuerda de todos los artistas y le da trabajo a mucha gente. Yo no lo critico. Te puede gustar o no, pero para mí Ricardo no es criticable. Es un hombre que le está dando posibilidades a mucha gente, incluso olvidada.